# Linvillea arcuata
Linvillea arcuata är en nässeldjursart som först beskrevs av Ernst Haeckel 1879.  Linvillea arcuata ingår i släktet Linvillea och familjen Sphaerocorynidae. Inga underarter finns listade i Catalogue of Life.